# بخش ووزییر
بخش ووزییر (به فرانسوی: Arrondissement de Vouziers) یک بخش در فرانسه است که در آردن واقع شده‌است.